# August Meesen
August Meesen – belgijski zapaśnik walczący w stylu klasycznym. Olimpijczyk z Londynu 1908, gdzie zajął dziewiąte miejsce w wadze półciężkiej.

## Turniej wLondynie 1908
| Konkurencja          | Walki                   | Klas. końcowa |
| Konkurencja          | Przeciwnik I            | Miejsce       |
| -------------------- | ----------------------- | ------------- |
| 93 kg styl klasyczny | Alfred Banbrook (GBR) P | 9.            |